# Limbach-Oberfrohna
Acest articol se referă la o localitate din Saxonia. Pentru alte sensuri vezi Limbach.
Limbach-Oberfrohna este un oraș din landul Saxonia, Germania.
Limbach-Oberfrohna este un mic orasel situat langa Chemnitz.
Are o istorie mare dezvaltandu-se in timp intr-un oras modern.La ora actuala traiesc cca 26000 de locuitori.
1. ↑  Alle politisch selbständigen Gemeinden mit ausgewählten Merkmalen am 31.12.2018 (4. Quartal) (în germană), Statistisches Bundesamt[*], arhivat din original la 10 martie 2019, accesat în 10 martie 2019